# NGC 4872
NGC 4872 est une vaste galaxie lenticulaire située dans la constellation de la Chevelure de Bérénice. Sa vitesse par rapport au fond diffus cosmologique est de 7 449 ± 19 km/s, ce qui correspond à une distance de Hubble de 109,9 ± 7,7 Mpc (∼358 millions d'al). NGC 4872 a été découverte par l'astronome prussien Heinrich Louis d'Arrest en 1864.
NGC 4872 une galaxie active.

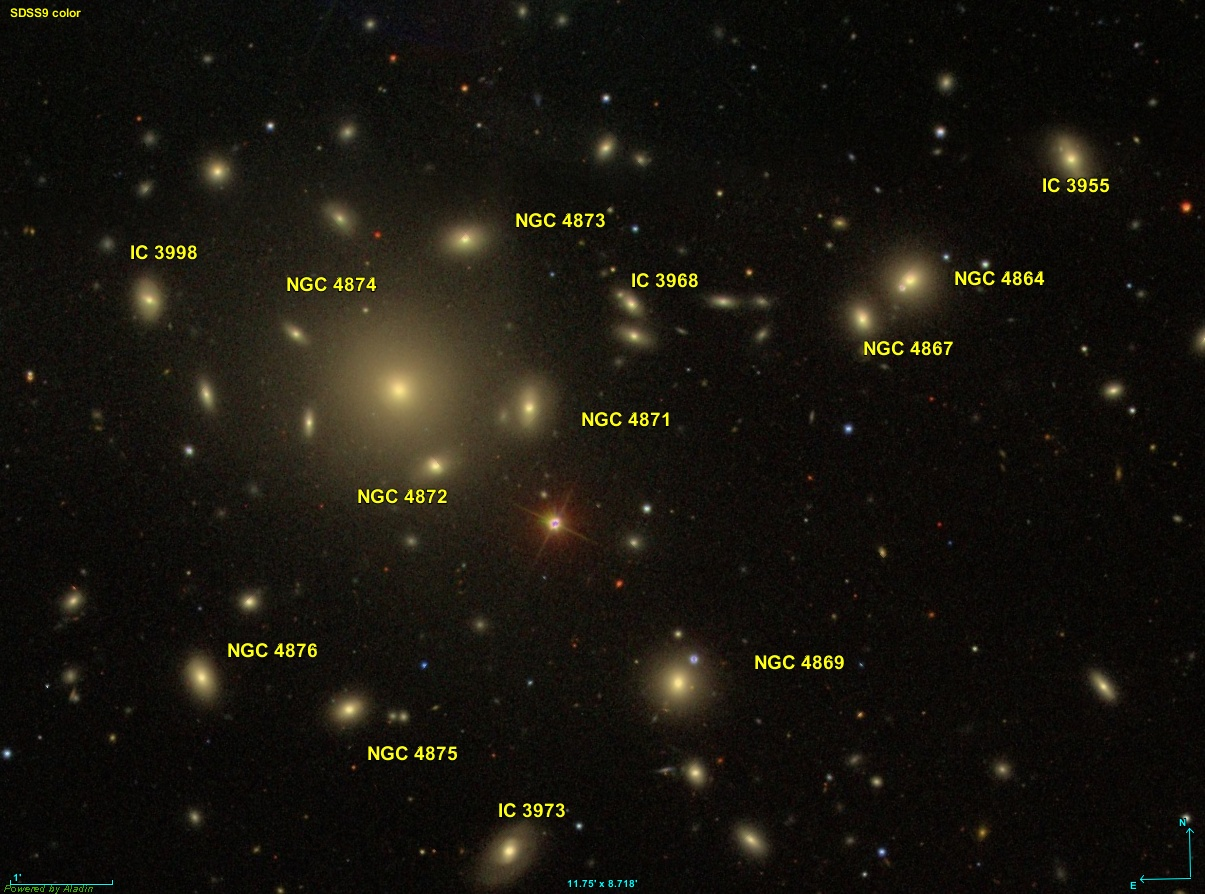
De nombreuses galaxies se trouvent dans la même région de la sphère céleste que NGC 4872, mais selon les sources consultées peu d'entre elles font partie d'un groupe de galaxies. Elles sont cependant à l'intérieur de l'amas de la Chevelure de Bérénice.

À ce jour, cinq mesures non basées sur le décalage vers le rouge (redshift) donnent une distance de 120,320 ± 34,997 Mpc (∼392 millions d'al), ce qui est à l'intérieur des valeurs de la distance de Hubble. Notons cependant que c'est avec la valeur moyenne des mesures indépendantes, lorsqu'elles existent, que la base de données NASA/IPAC calcule le diamètre d'une galaxie et qu'en conséquence le diamètre de NGC 4872 pourrait être d'environ 50,7 kpc (∼165 000 al) si on utilisait la distance de Hubble pour le calculer.
La désignation DRCG 27-130 est utilisée par Wolfgang Steinicke pour indiquer que cette galaxie figure au catalogue des amas galactiques d'Alan Dressler. Les nombres 27 et 130 indiquent respectivement que c'est le 27e amas de la liste, soit Abell 1656 (l'amas de la Chevelure de Bérénice), et la 130e galaxie de cet amas. Cette même galaxie est aussi désignée par ABELL 1656:[D80] 130 par la base de données NASA/IPAC, ce qui est équivalent. Dressler indique que NGC 4872 est une galaxie lenticulaire de type E/S0.
Note : les galaxies NGC 4872 et NGC 4874 sont respectivement identifiées à PGC 44628 et PGC 44624 par Wolfgang Steinicke, ce qui est l'inverse de toutes les autres sources consultées. Les données de NGC 4872 inscrites dans l'encadré sont donc celles de NGC 4874 décrites par Steinicke.

## Histoires, découverte du couple de galaxie NGC 4872 et 4844
Certaines sources attribue la découverte NGC 4872 à William Herschel et celle de NGC 4874 à Heinrich d'Arrest, mais le professeur Seligman affirme que c'est l'inverse. Les positions relevées par Herschel père et fils étaient trop imprécises pour déterminer lequel des nombreuses galaxies de cette région correspond à ses observations. Selon Seligman, il ne fait pas de doute que l'observation notée GC 3347 = JH 1502 = WH II 389 était en fait la galaxie la plus brillante des deux, ce qui signifie que d'Arrest a découvert NGC 4872.